# 2001年至2002年香港亞洲冠軍聯賽資格賽
2001–02年香港亞洲冠軍聯賽資格賽是第 1 屆香港亞洲冠軍聯賽資格賽的足球賽事。聯賽冠軍、高級組銀牌冠軍、足總盃與及聯賽盃冠軍參與，爭奪2002–03年亞足聯冠軍聯賽參賽資格。

## 賽例
參賽的 2 支球隊直接以淘汰賽形式角逐錦標。若雙方於正式 90 分鐘內賽和，將進行 30 分鐘加時賽，若依然未能分出勝負，會以互射十二碼方法來決定勝負。

## 賽事秩序
以下是本屆賽事之賽事秩序：
| 階段 | 抽籤日期 | 首回合        | 場數 | 球隊數目 |
| ---- | -------- | ------------- | ---- | -------- |
| 決賽 |          | 2002年4月25日 | 1    | 2 → 1    |

## 參賽球隊
- 晨曦（聯賽冠軍）
- 南華（高級組銀牌冠軍、足總盃冠軍、聯賽盃冠軍）

## 球賽資料

### 決賽
| 2002年4月25日 | 晨曦 | 1–0 | 南華 |  |

## 亞洲冠軍聯賽資格
晨曦取得2002–03年亞足聯冠軍聯賽的第一參賽資格，南華則取得第二參賽資格。由於晨曦放棄參賽，所以2002–03年亞足聯冠軍聯賽的第一參賽資格由南華補上。